# Parthisch schot
Een Parthisch schot is een techniek die werd toegepast door Parthische, en later Sassanidische, ruiterboogschutters.
De ruiters stormden af op de vijand en begonnen vanaf negentig meter ver pijlen af te schieten op de vijandelijke rangen. Rond de veertig meter verwijderd van de vijandelijke rangen draaiden ze af naar rechts, waarna ze de gehele linie beschoten. Op het einde draaiden ze zich weer om en schoten hun laatste pijlen af terwijl ze zich terugtrokken. Onder andere in de slag bij Carrhae in 53 v.Chr. tegen de Romeinen boekten de Parthen formidabele resultaten dankzij deze techniek.